# Mehmet I
Mehmet I Çelebi (1387 – 26 de maig de 1421 o 25 de juny de 1421) va ser soldà de l'Imperi Otomà. Çelebi (que significa «cavaller» o «noble») és considerat com el segon fundador de l'imperi. Era un dels fills de Baiazet I i Devlet Hatun. Amb 12 anys va ser nomenat governador de Rum (juny 1399) amb Amasya, Tokat, Sivas i Ankara, que abans havien estat els territori dels Eretnaoghullari. Els seus germans eren: Ertoghrul (mort el 1400), Mustafà, Suleyman o Solimà, Isa, Musa i Kasim.

## La conquesta de Tamerlà
A la batalla d'Ankara contra Tamerlà el 20 de juliol de 1402, Mustafà fou capturat per Tamerlà junt amb el pare Baiazet I i portat a Samarcanda; Kasim estava al palau de Bursa i els altres quatre germans van iniciar la lluita per dominar Bursa i Edirne (Adrianòpolis), la capitales otomanes.
Durant el setge timúrida d'Esmirna que va durar del 2 de desembre de 1402 al 6 de gener de 1403 Suleyman va rebre un yarligh que li donava autoritat sobre els territoris a l'oest del Bòsfor. Mehmet fou cridat per Tamerlà a Kutahya però no hi va anar. Va fer reconèixer la seva autoritat als begs turcmans de la zona de Tokat i Amasya, els quals havien de ser el seu principal suport: les nissagues de Kara Dewletshah, de Mezid Beg i de Tashan, i els Kubad-oghullari, eren governants locals, vassalls de Tamerlà després de la batalla d'Ankara, però Mehmet es va reconèixer vassall de Tamerlà i els va considerar com sub-vassalls. També va reconèixer al seu germà gran Suleyman com a degà de la família.

## Interregne otomà

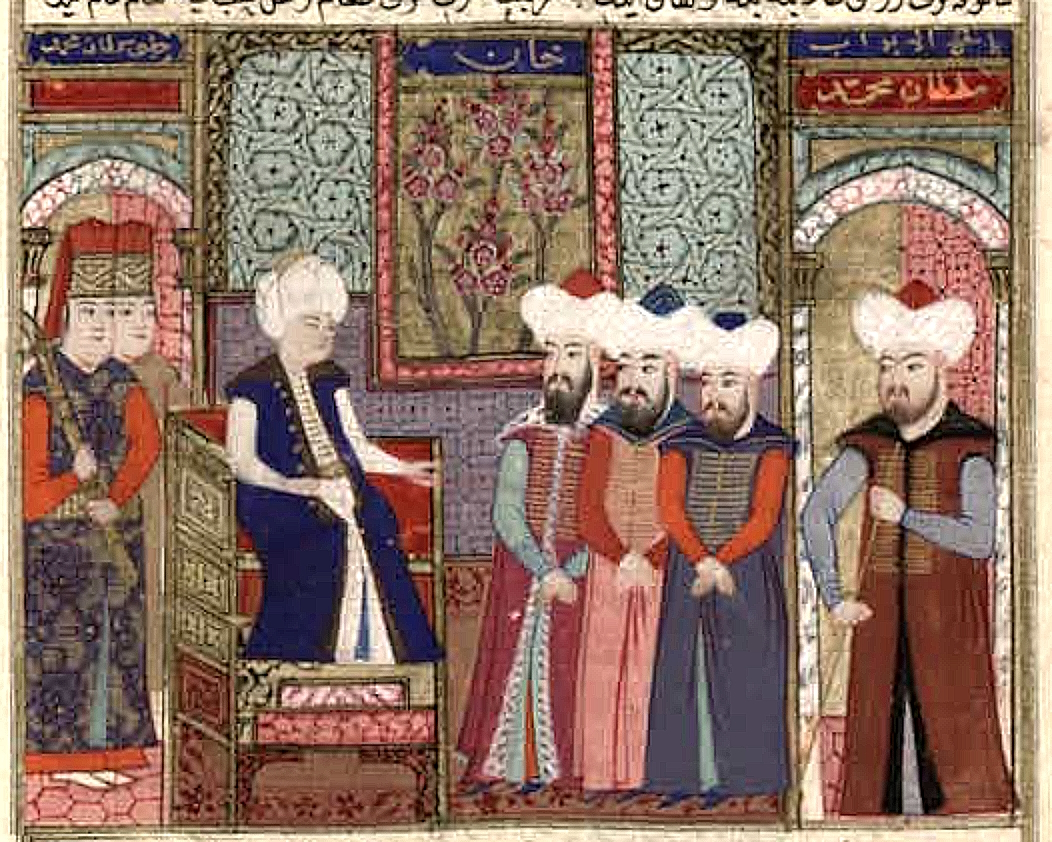
Mehmet I a la cort

Mehmet es va enfrontar a Isa que s'havia aliat als begs turcmans de l'Anatòlia occidental i a Mubariz al-Din Isfendiyar (dels Isfendiyar-oğlu de Kastamonu (Beylik de Candar-oğlu), i va ocupar Brusa. Isa fou derrotat i capturat en la batalla de Eskişehir (1403) i fou executat. Però Mehmet va perdre Bursa poc després (1404) en profit de Suleyman i es va haver de retirar a Tokat. El seu germà Musa, que cooperava amb ell, fou enviat a Rumèlia acceptant la invitació d'un voivoda, el valac Mircea I el Vell (1383-1394 i 1397-1418). Musa va arribar a Valàquia el 1406 i va iniciar la campanya que fou victoriosa, obligant a Suleyman a sortir de Bursa per anar a combatre a Rumèlia. Sulayman va ser derrotat en la batalla de Yanbolu (13 de febrer de 1410) però Musa fou després derrotat en dues altres batalles el juny i juliol del 1410. Finalment en un atac per sorpresa, Musa va ocupar Edirne (17 de febrer de 1411) i va fer presoner a Suleyman que fou executat. Mentre Mehmed havia recuperat Bursa. Llavors Musa va trencar l'acord que tenia amb el seu germà i es van produir dos xocs el 1411 i 1412 en els quals Mehmet no va poder derrotar Musa, però finalment el va derrotar Čamurli (Chamurli, Çamurli) el 5 de juliol de 1413. Mentre estava Mehmet absent, l'emir karamànida Mehmed Bey II va assetjar Brusa i va incendiar alguns barris però es va haver de retirar al cap d'un mes quan es va saber la victòria de Mehmed sobre Musa.

## Govern en solitari
Així Suleyman havia regnat 8 anys 10 mesos i 17 dies, i Musa 2 anys 7 mesos i 20 dies. Les dinasties anatòlies dels Germiyan, Saruhan, Aydın, Djandàrides i Karamànides van reconèixer a Mehmet, i alguns van esdevenir vassalls. Als Balcans els estats eren independents i fins i tot havien recuperat alguns territoris que abans havien estat otomans. Mehmet va anar a Edirne on va rebre ambaixadors de l'Imperi Romà d'Orient, Sèrbia, Valàquia, Epir, Morea i Atenes, i els va garantir pau i amistat. A l'emperador el reconegué com a "pare i senyor".
El 1414 i 1415 el va dedicar a campanyes contra els begs d'Anatòlia que havien donat suport a Musa, especialment Djunayd d'Esmirna (Beylik d'Aydın-oğlu). Esmirna fou transformada en sandjak. En aquesta campanya va comptar amb el suport dels seus vassalls: Germiyan, Menteshe, Quios, Lesbos i Focea, i els Hospitalaris de Rodes; tot i això la fortalesa d'aquests a Izmir (Esmirna) va haver de ser destruïda. Menteshe es va declarar vassall de Mehmet I a l'inici de la campanya. Però el duc de Naxos no va renovar l'homenatge al sultà com els altres prínceps llatins.
Va preparar una campanya contra Mubariz al-Din Isfendiyar de Kastamonu però aquest es va sotmetre i va prometre tropes per una altra campanya projectada, contra Karaman (1414). El febrer de 1415 Mehmet va enviar una ambaixada al sultà d'Egipte, considerat protector de Karaman; La pau es va trencar al cap de poc i el 1415 va envair l'emirat i va derrotar els karamànides assetjant Konya (març/abril de 1415). L'emir Mehmed fou fet presoner fins que va acceptar la sobirania otomana. Els districtes d'Hamid-Ili i de Said-Ili foren annexionats per Mehmet.
El 1414 Mustafà, que estava presoner dels timúrides, fou alliberat per Shah Rukh per fomentar conflictes a Anatòlia, atès que esperava recuperar el poder efectiu en aquesta zona. Mustafà va arribar a Trebisonda el gener del 1415 i va iniciar negociacions amb Venècia i amb l'emperador romà d'Orient. Va anar a Konya i després a Kastamonu i finalment per mar a Valàquia on se li va unir Djunayd, l'antic emir d'Esmirna (Aydın). Però tot i el suport de Mircea I el Vell no van aconseguir el suport de les tropes otomanes de frontera i van haver de marxar a Constantinoble ja a la primavera del 1416.
Durant la guerra, Venècia havia recuperat posicions a Morea, Epir i Albània. Després de la victòria de Mehmet s'havien iniciat converses que demoraven més del que era normal. Mehmet va autoritzar el 1415 als begs de la costa de la mar Egea a actuar contra el ducat de Naxos i les possessions venecianes. 112 vaixells (dels quals 12 galeres) es van presentar a Gal·lípoli manats per Çali Beg per marxar contra les Cíclades, i Venècia va respondre amb una flota manada per Pietro Loredano que va destruir per sorpresa la flota turca a Gal·lípoli el 29 de maig de 1416.
Mehmet va declarar la guerra a l'Imperi Romà d'Orient que havia acollit a Mustafà i a Djunayd (que ara eren a Salònica). Mustafa i Djunayd i els seus partidaris van ocupar Serres esperant aconseguir el suport de les tropes de frontera però no el van obtenir i van haver de retornar a Salònica (tardor de 1416). Finalment l'emperador va acceptar retenir-los durant la vida de Mehmet, a canvi d'un important pagament econòmic (300.000 akçes a l'any equivalents a 10.000 ducats d'or).
Durant aquest conflicte havia esclatat a Anatòlia occidental i a Deli-Orman una revolta d'inspiració comunista dirigida pel xeic Badr al-Din. Mircea I el Vell de Valàquia va donar refugi al xeic i va envair Deli-Orman, atacant Silistra (tardor del 1416). Mehmet va capturar a Badr al-Din a Zagra i fou penjat a Serres el 18 de desembre de 1416. Durant tots aquests conflictes els begs d'Anatòlia havien mostrat signes d'hostilitat i a l'inici de 1417 Mehmet va atacar a Isfandiyar de Kastamonu que havia facilitat el pas de Badr al-Din cap a Valàquia; Isfandiyar va aconseguir la pau sotmetent-se altre cop a Mehmet.
El 1417 es va posar malalt i una possible campanya a Karaman que esmenten les fonts fou dirigida per Baiazet Pasha. Aprofitant aquesta malaltia, Mircea I el Vell amb suport del rei Segimon d'Hongria va avançar pels Balcans. Mehmet el va combatre a la tardors del 1419 impedint la invasió de Segimon. Karamànides i Djandàrides van enviar tropes al sultà per a aquesta campanya. Es va construir la fortalesa de Nova Giurgiu (després Rusdjuk) a la riba dreta del Danubi i després va envair Hongria ocupant Severin. Mircea i Miquel I, voivodes de Valàquia, van haver de pagar tribut i enviar als seus tres fills com a ostatges. El 1419 no obstant el timúrida Shah Rukh preparava una gran campanya contra Anatòlia; després d'envair Azerbaidjan, els timúrides van advertir Mehmet que no havia de donar suport al qara qoyunlu Kara Yusuf ni al seu fill Iskandar que es podia refugiar a territori otomà (gener del 1420); Mehmet va fer completa submissió i va acceptar les condicions. Després de la victòria de l'aq qoyunlu Kara Uthman (abril de 1421) Shah Rukh va entrar a Anatòlia oriental i va derrotar Iskandar (juliol de 1421), victòria que Mehmet ja no va veure. Mehmet no va intervenir en tota la campanya, i d'altra banda va procurar tenir bones relacions amb els mamelucs que també temien a Shah Rukh.
Havia estat malalt als darrers anys i ja preparava la successió a favor del seu fill Murad (II). Orkhan, el fill de Suleyman, havia estat capturat i cegat, però Mustafà seguia sent un rival perillós i tenia suport entre la noblesa otomana, tot i que de moment restava presoner de l'emperador. Els partidaris de Murad van fer córrer el rumor de la mort de Mustafà i que el pretendent no era el príncep autèntic sinó un usurpador. Mehmet va signar amb l'emperador un acord pel qual Murad el succeiria a Edirne i un altre fill, Mustafà, restaria a Anatòlia, i dos fills menors, Yusuf (de 8 anys) i Mahmud (de 7 anys) serien enviats a Constantinoble quedant sota custòdia de Manuel II Paleòleg (que rebia una suma important per les despeses), el qual a canvi no alliberaria a Mustafà.
Mehmet va morir als 47 anys (després de vuit anys de regne de l'Imperi reunificat tot i que havia governat com a príncep independent durant la pràctica totalitat del període d'onze anys de l'interregne que seguí la mort del seu pare) el 25 de juny de 1421 o el 26 de maig de 1421. Segons l'Enciclopèdia Espasa la seva mort es va produir estant absent el seu fill Murad i fou amagada fins que aquest va arribar a Bursa, el que explicaria aquesta diferència. Murad II el va succeir a Bursa i va refusar lliurar als seus germans a l'emperador.
Va ser enterrat a Bursa, en un mausuleu al costat de la mesquita que hi havia fet construir, i que per les seves decoracions de porcellana verda és anomenada la Mesquita Verda. Mehmet també va fer acabar la gran mesquita de Bursa que el seu avi Murat I havia començat, la construcció de la qual havia estat descuidada durant el regnat de Baiazet. També va ser patró de la poesia i les arts.